# Sanh
Sanh est une commune rurale située dans le département de Léba de la province du Zondoma dans la région Nord au Burkina Faso.

## Géographie
Sanh est situé à environ 10 km à l'ouest de Léba, le chef-lieu du département, et à 8 km au nord-ouest de Bougounam, la principale localité de la zone, et à 7 km de la route nationale 2 reliant le centre au nord du pays.

## Santé et éducation
Sanh accueille un dispensaire isolé tandis que le centre de santé et de promotion sociale (CSPS) le plus proche est à Bougounam et que le centre médical avec antenne chirurgicale (CMA) de la province se trouve à Gourcy.